# Morte dignitosa
La morte dignitosa è un ampio e controverso concetto etico, che si riferisce ad un processo di fine vita privo di sofferenza, che garantisca al morituro controllo e autonomia. In generale, viene considerato un'estensione del concetto di vita dignitosa, in cui le persone conservano la loro dignità e libertà fino alla fine della loro esistenza.
Sebbene una morte dignitosa possa essere naturale e senza alcun tipo di assistenza, spesso il concetto è associato al diritto di morire, nonché alla difesa della legalizzazione di pratiche come l'eutanasia, il suicidio assistito, la sedazione terminale o il rifiuto di cure mediche. Secondo i loro sostenitori, la possibilità di tali pratiche garantirebbe una morte dignitosa, consentendo decisioni libere fino all'ultimo momento e potendo evitare un'agonia inutile.